# Terapia de substituição renal
Terapia de substituição renal ou terapia renal substitutiva é um termo usado para abranger os tratamentos para a insuficiência renal.
Ela inclui:
- hemodiálise,
- diálise peritoneal,
- hemofiltração
- transplante renal.